# ポックラウ・アナン
ポックラウ・アナン（タイ語: ปกเกล้า อนันต์、発音 [pòk.klâːw ʔà.nān]、1991年3月4日 - ）は、タイ王国のサッカー選手。タイ王国代表。ポジションはMF。

## クラブ歴
2009年にタイ・ホンダFCで選手となった。2011年にポリス・ユナイテッドFCに移籍、2016年からチョンブリーFCでプレイする。

## 代表歴
U-23代表としては2011年東南アジア競技大会、2013年東南アジア競技大会、2014年アジア競技大会に出場した。
A代表としてはヴィンフリート・シェーファー監督から2014 FIFAワールドカップ・アジア予選のメンバーとして代表初招集を受けた。親善試合の中国代表戦で初得点を挙げた。2018 FIFAワールドカップ・アジア2次予選のベトナム代表戦では決勝点を決めた。

## プレースタイル
ミドルシュートの精度で知られている選手である。

## 個人成績

### 代表
2016年4月3日現在
| 年           | 出場 | 得点 |
| ------------ | ---- | ---- |
| タイ王国代表 |      |      |
| 2011         | 3    | 0    |
| 2013         | 1    | 1    |
| 2014         | 2    | 0    |
| 2015         | 10   | 3    |
| 2016         | 14   | 0    |
| 2017         | 2    | 1    |
| 計           | 32   | 5    |

代表での得点一覧
| #        | 日附           | 場所                                       | 対戦相手             | 得点     | 結果     | 大会                                   |
| U-23代表 | U-23代表       | U-23代表                                   | U-23代表             | U-23代表 | U-23代表 | U-23代表                               |
| -------- | -------------- | ------------------------------------------ | -------------------- | -------- | -------- | -------------------------------------- |
| 1.       | 2012年6月25日  | ヴィエンチャン・アヌウォン・スタジアム     | カンボジア           | 4–0      | 4–0      | AFC U-22アジアカップ2013               |
| 2.       | 2012年7月3日   | ヴィエンチャン・アヌウォン・スタジアム     | 香港                 | 2–0      | 4–0      | AFC U-22アジアカップ2013               |
| 3.       | 2013年12月7日  | ヤンゴン・トゥウンナ・スタジアム           | 東ティモール         | 2–0      | 3–1      | 2013年東南アジア競技大会               |
| 4.       | 2013年12月12日 | ヤンゴン・トゥウンナ・スタジアム           | インドネシア         | 1–0      | 4–1      | 2013年東南アジア競技大会               |
| 5.       | 2014年9月7日   | プーケット県スラクル・スタジアム           | カタール             | 1–0      | 2–0      | 親善試合                               |
| A代表    |                |                                            |                      |          |          |                                        |
| 1.       | 2013年6月15日  | 江蘇省南京市、南京奥林匹克体育中心         | 中華人民共和国       | 1–0      | 5–1      | 親善試合                               |
| 2.       | 2015年3月26日  | ナコーンラーチャシーマー、80周年スタジアム | シンガポール         | 2–0      | 2–0      | 親善試合                               |
| 3.       | 2015年5月24日  | バンコク、ラジャマンガラ・スタジアム       | ベトナム             | 1–0      | 1–0      | 2018 FIFAワールドカップ・アジア2次予選 |
| 4.       | 2015年11月12日 | バンコク、ラジャマンガラ・スタジアム       | チャイニーズタイペイ | 2–1      | 4–2      | 2018 FIFAワールドカップ・アジア2次予選 |
| 5.       | 2017年9月5日   | メルボルン、レクタンギュラー・スタジアム   | オーストラリア       | 1–1      | 1–2      | 2018 FIFAワールドカップ・アジア3次予選 |

## タイトル

### クラブ
ポリス・ユナイテッドFC
- タイ・ディヴィジョン1リーグ: 2015

### 代表
タイ王国U-23
- 東南アジア競技大会: 2013